# День фізкультури

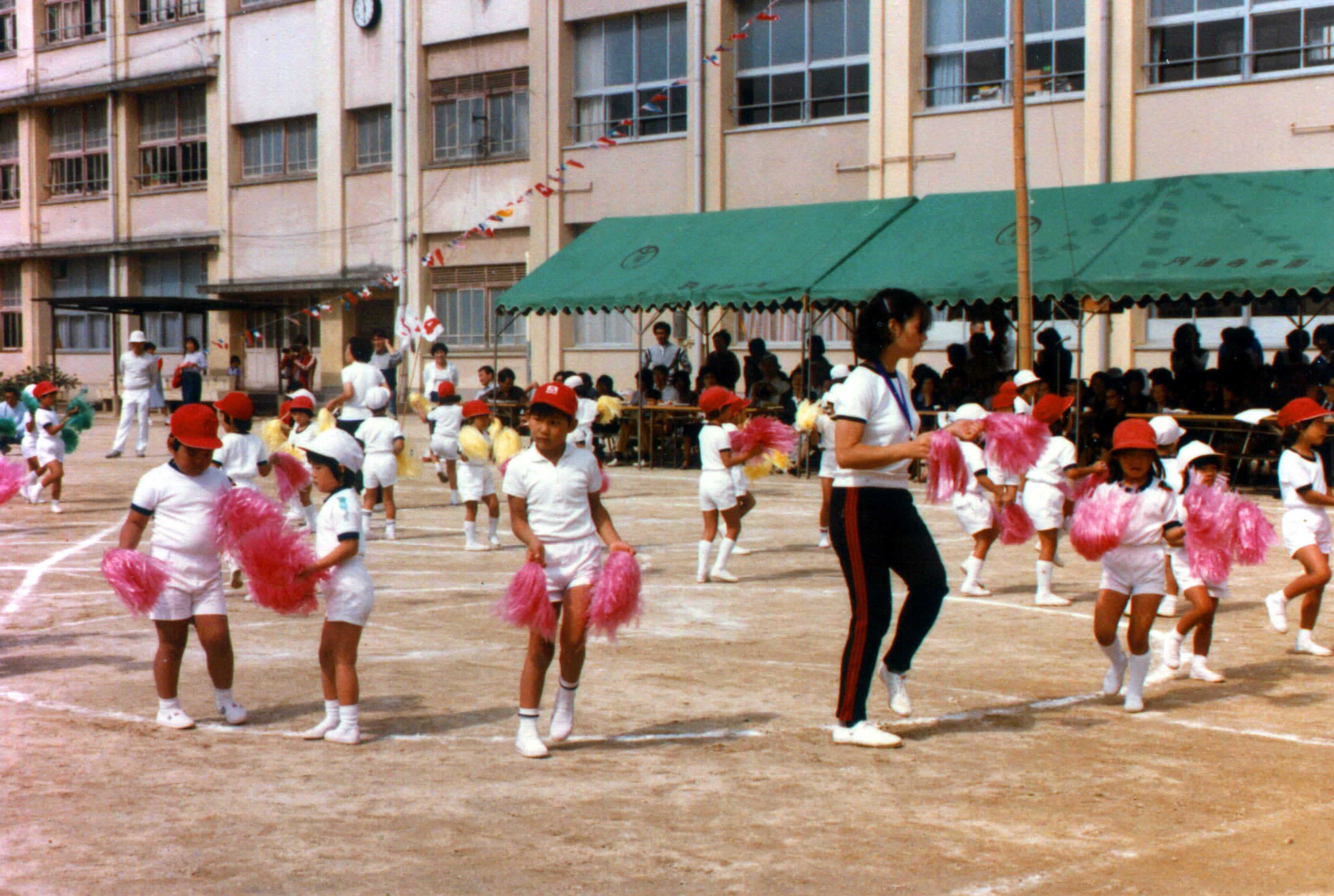
Спортивні заходи цього Дня організовують навіть для дошкільнят (Дитсадок Енцудзі ґакуен в Імацу, Осака)

День фізкультури (яп. 体育の日, けいろうのひ, たいいくのひ, таііку-но хі) — національне японське свято, яке відмічається щорічно другого понеділка жовтня для нагадування важливості вести спортивний і здоровий образ життя.

## Короткі відомості
Святкування Дня фізкультури було затверджено поправкою 1966 року до Законом про національні свята Японії. Згідно з цим Законом, мета Дня полягає у «призвичаюванні до спорту і виховання здорових духу та тіла».
Традиційно свято відмічалося щороку 10 жовтня, на пам'ять про відкриття Токійських літніх Олімпійських ігор 1964, проте у зв'язку переглядом дат національних свят та введенням японським урядом системи «щасливих понеділків», яка надавала можливість працюючим отримати триденну відпустку, святкування Дня фізкультури було перенесено на другий понеділок жовтня. Ця зміна була внесена до діючого Закону про національні свята і вступила в дію з 2000 року.
Цього дня в Японії проводяться різноманітні спортивні змагання в дитсадках, а також початкових, середніх і вищиш школах. Спортивні заклади та установи надають знижки для перегляду спортивних заходів або пускають на них відвідувачів безкоштовно. В парках старих міських замків влаштовуються турніри з традиційних єдиноборств для молоді — кендо, дзюдо і карате.

### Святкування
До 2050 року.
| 8 жовтня — 2001 • 2007 • 2012 • 2018 • 2029 • 2035 • 2040 • 2046  |
| 9 жовтня — 2000 • 2006 • 2017 • 2023 • 2028 • 2034 • 2045         |
| 10 жовтня — 2005 • 2011 • 2016 • 2022 • 2033 • 2039 • 2044 • 2050 |
| 11 жовтня — 2004 • 2010 • 2021 • 2027 • 2032 • 2038 • 2049        |
| 12 жовтня — 2009 • 2015 • 2020 • 2026 • 2037 • 2043 • 2048        |
| 13 жовтня — 2003 • 2008 • 2014 • 2025 • 2031 • 2036 • 2042        |
| 14 жовтня — 2002 • 2013 • 2019 • 2024 • 2030 • 2041 • 2047        |